# 진홍의 평원
진홍의 평원(The Purple Plain)은 영국에서 제작된 로버트 패리시 감독의 1954년 모험, 드라마, 전쟁 영화이다. 그레고리 펙 등이 주연으로 출연하였고 존 브라이언 등이 제작에 참여하였다.

## 출연

### 주연
- 그레고리 펙

### 조연
- 브렌다 드 밴지
- 버나드 리
- 모리스 덴험
- 린던 브룩
- 안소니 버쉘
- 조시핀 그리핀
- 피터 아네

## 제작진
- 원작자: H.E. Bates
- 미술: Jack Maxsted